# Тит (Карантзалис)
Митрополит Тит (греч. Μητροπολίτης Τίτος, в миру Димосфе́нис Кара́нтзалис, греч. Δημοσθένης Καράντζαλης; 1931, Крокес, Пелопоннес — 31 июля 2000, Хартум) — епископ Александрийской православной церкви; митрополит Нубийский (1997—2000).

## Биография
Родился в 1931 году в Крокесе, близ Спарты, в Греции.
Изучал богословие и юриспруденцию в Афинском университете.
В 1958 году был последовательно хиротонисан во диакона и пресвитера митрополитом Парамифейским Титом (Мафеакисом).
С 1959 по 1969 год был в должности настоятеля прихода в Парамитье.
С 1968 по 1983 год служил приходским священником в митрополии Пирея и Новой Ионии.
9 июля 1983 года Священным синодом Александрийской православной церкви был избран титулярным епископом Тамиафиским, викарием патриарха Александрийского. Его епископская хиротония состоялась 17 июля 1983 года.
С 26 апреля 1988 года — митрополит Леонтопольский.
С 12 марта 1997 года — митрополит Хартумский, ипертим и экзарх и всего Судана.
Убит неизвестными 31 июля 2000 года.
Автор нескольких книг на богословскую и историческую тематику.